# Fransu Churchyard
Fransu Churchyard is een begraafplaats gelegen in de Franse plaats Fransu (Somme). De militaire graven worden onderhouden door de Commonwealth War Graves Commission.
De begraafplaats telt 6 geïdentificeerde Gemenebest graven, waarvan 2 uit de Eerste Wereldoorlog en 4 uit de Tweede Wereldoorlog.